# Starland Ballroom

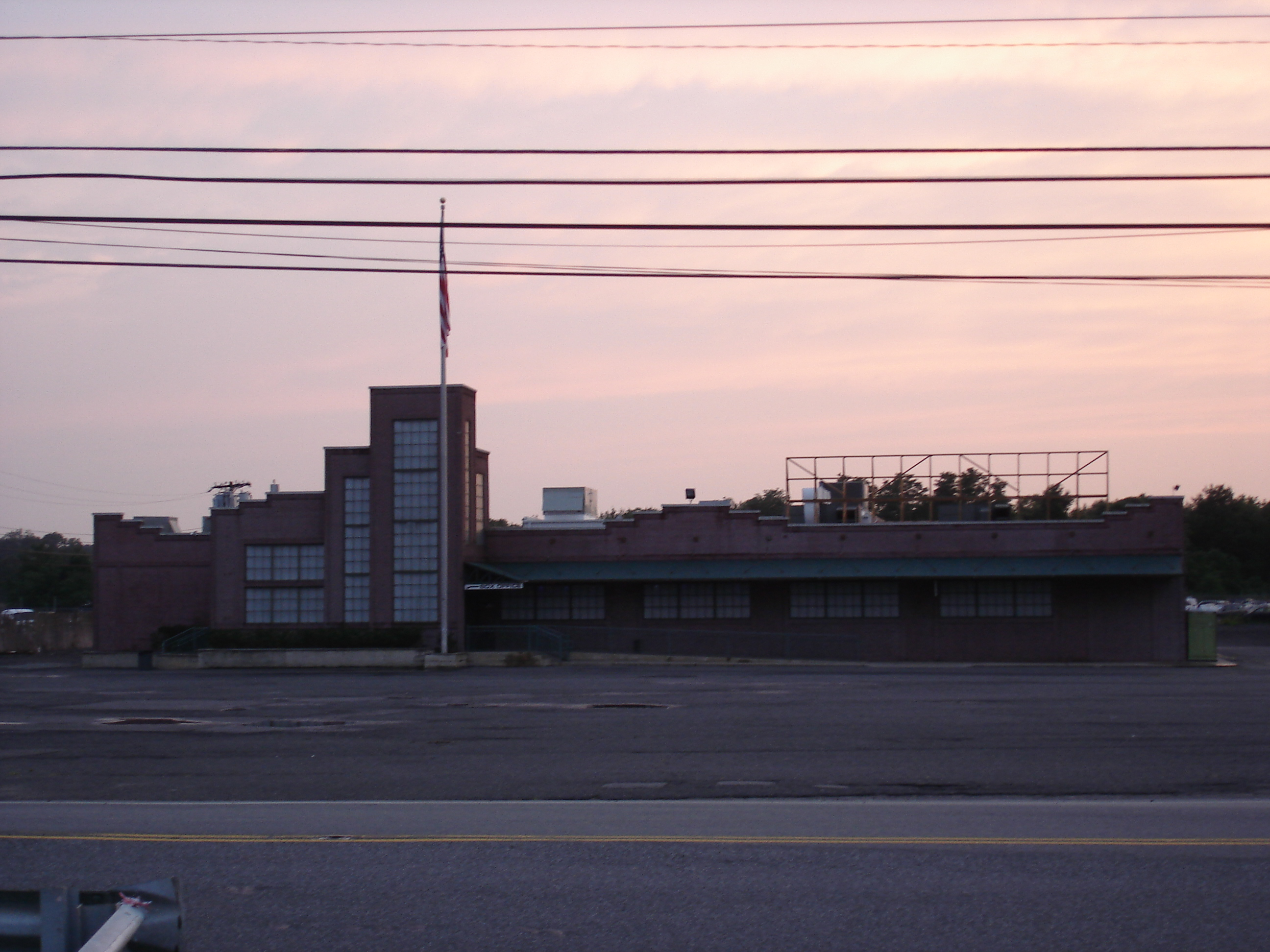
Starland Ballroom

Das Starland Ballroom ist eine Konzerthalle in Sayreville im US-Bundesstaat New Jersey. Die Eröffnungsnacht war am 6. Dezember 2003. Auf dem Konzert spielte unter anderem Van-Halen-Sänger David Lee Roth. Anfang der 1980er und 1990er Jahre hieß die Konzerthalle Hunka Bunka Ballroom und war ein Dance-Club. Während der 1990er Jahre fanden manchmal auch Punk- und Ska-Konzerte dort statt.
Im ersten Jahr, also von 2003 bis 2004, verkaufte das Starland über 150.000 Tickets für Konzerte. Durch den rasanten Verkauf wurde das Starland eine der zehn größten Konzerthallen weltweit. Es spielten bereits über 75 weltbekannte Bands und Musiker im Starland.
Im folgenden Jahr verkaufte das Starland sogar mehr als 200.000 Tickets.
Laut Pollstar Magazine stieg das Starland sogar auf den vierten Platz der 10 weltgrößten Musik-Nachtclubs auf. Innerhalb von fünf Jahren konnten bereits mehr als eine dreiviertel Million Eintrittskarten an den Mann gebracht werden.
Im August 2004 nahm Coheed and Cambria ein Konzert im Starland auf und veröffentlichte dieses Konzert auf der DVD Coheed And Cambria: Live At Starland Ballroom. Bands wie God Forbid, Anthrax und Clutch nahmen im Starland ebenfalls Konzerte auf, die sie veröffentlichten. Andere Bands wie My Chemical Romance, Taking Back Sunday und The Starting Line nahmen auch ihre Konzerte dort auf, jedoch nicht, um sie auf einer DVD zu veröffentlichen, sondern lediglich, um ihre Performances bei MTV und Fuse zu übertragen.
Im Januar 2005 organisierte das Starland ein zweitägiges Konzert, dessen Erlös an die Opfer der Flutkatastrophe gehen sollte. Insgesamt 150.000 US-Dollar spendete man der UNICEF und dem Internationalen Roten Kreuz. Im September gaben Coheed and Cambria ein Konzert, dessen Erlös sie den Hurrikan-Opfern in New Orleans spendete.
2007 wurde das Starland von AEG Live New Jersey aufgekauft. AEG Live New Jersey betreibt bereits mehrere Festivals, die im Umland von New Jersey stattfinden.
Im Juni 2008 wurde unter anderem im Starland der Film The Perfect Age Of Rock And Roll gedreht, wo die Club-Szenen aufgenommen wurden. Der Film wurde 2009 veröffentlicht.
- 30 Seconds to Mars
- Accept
- Adam Lambert
- Alkaline Trio
- Avenged Sevenfold
- Bad Religion
- Brand New
- Clutch
- Coheed and Cambria
- Danzig
- Deftones
- Dirty Rotten Imbeciles
- Disturbed
- Flogging Molly
- George Clinton und Parliament-Funkadelic
- Godsmack
- Hanson
- Jonas Brothers
- Jordan Sparks
- Justin Timberlake
- Killswitch Engage
- Marilyn Manson
- Matisyahu
- Mindless Self Indulgence
- My Chemical Romance
- New Found Glory
- NOFX
- Papa Roach
- Paramore
- Reel Big Fish
- Say Anything
- Slayer
- Social Distortion
- Staind
- Streetlight Manifesto
- Suicidal Tendencies
- Taking Back Sunday
- The Bouncing Souls
- The Disco Biscuits
- The Offspring
- The Rocket Summer
- The Used
- Third Eye Blind
- Thursday
- Tokio Hotel
- Twisted Sister
- Velvet Revolver
- Yellowcard
- Zakk Wylde's Black Label Society